# 2025 en Suède
Chronologie de la Suède
- 2021
- 2022
- 2023
- 2024
- 2025
- 2026
- 2027
- 2028
- 2029

Cet article présente les faits marquants de l'année 2025 en Suède ou relatifs à la Suède.

## Gouvernement
- Monarque : Charles XVI Gustave
- Premier ministre : Ulf Kristersson

## Événements

### Janvier
- 29 janvier : le militant irakien Salwan Momika, auteur d'autodafés du Coran en 2023, est tué par balle chez lui dans la banlieue de Stockholm.

### Février
- 4 février : la fusillade d'Örebro fait au moins dix morts.

### Avril
- 29 avril : une fusillade à Uppsala fait trois morts.

## Naissances
- Naissances en Suède en 2025

## Décès
- Décès en Suède en 2025